# Reliktní neutrina
Reliktní neutrina jsou neutrina, která se podle teorie Velkého třesku uvolnila od horkého plazmatu v době asi jedné sekundy od vzniku vesmíru. Od té doby jsou stále přítomna ve vesmíru, protože stejně jako všechna neutrina jen minimálně reagují s ostatními částicemi. Předpokládá se, že reliktní neutrina jsou součástí temné hmoty a tvoří její tzv. horkou složku.

## Charakteristika
V době asi sekundu od začátku existence vesmíru (různé modely udávají od 0,1 s do 2 s) ochladl vesmír pod hodnotu 3×1010 K, čímž se stal pro neutrina průhledný. Z teoretických úvah plyne, že tato reliktní neutrina by v současné době měla mít teplotu 1,94 K. Mají tedy velmi nízkou energii a zatím je nedokážeme zachytit, i když se již připravují experimenty pro jejich nepřímou detekci.
Počet reliktních neutrin o mnoho řádů převyšuje počet baryonů ve vesmíru. Pokud se potvrdí obecně přijímaný předpoklad, že neutrina jsou hmotná, jsou reliktní neutrina kandidátem na to, že by mohla tvořit významnou část temné hmoty vesmíru.

### Vztah k reliktnímu záření
Reliktní neutrina nemají žádnou přímou souvislost s reliktním zářením: to je oproti reliktním neutrinům tvořeno fotony, od hmoty se oddělilo 380 000 let po vzniku vesmíru a jeho současná teplota se pohybuje okolo 2,73 K.